# Santa Croce Camerina
Santa Croce Camerina är en ort och kommun i kommunala konsortiet Ragusa, innan 2015 provinsen Ragusa, i regionen Sicilien i sydvästra Italien. Kommunen hade 10 955 invånare (2017).